# Whiskey Cavalier
Whiskey Cavalier ist eine US-amerikanische Fernsehserie des Senders ABC. Nach einer erfolgreichen Pilot-Episode wurde am 11. Mai 2018 die erste Staffel in Auftrag gegeben. Produzenten der Serie sind David Hemingson, Bill Lawrence, Peter Atencio und Jeff Ingold. Die Erstausstrahlung erfolgte am 24. Februar 2019. Die deutschsprachige Erstausstrahlung erfolgte am 8. Mai 2019 auf ORF 1.
Im Mai 2019 wurde die Serie nach einer Staffel vom Sender ABC wieder eingestellt.

## Inhalt
Die Serie erzählt die Geschichte von Will Chase, einem FBI-Agenten, der seine professionelle Zusammenarbeit mit Francesca Trowbridge, einer CIA-Agentin, beginnt.

## Synchronisation
Interopa Film war für die deutsche Vertonung der Serie verantwortlich. Das Dialogbuch
schrieb Paul Kaiser, die Dialogregie führte Daniel Montoya.
| Rolle                                                      | Schauspieler         | Synchronsprecher   |
| ---------------------------------------------------------- | -------------------- | ------------------ |
| FBI Agent Will Chase / Whiskey Cavalier                    | Scott Foley          | Gerrit Schmidt-Foß |
| CIA Agentin Francesca „Frankie“ Trowbridge / Fiery Tribune | Lauren Cohan         | Ilona Otto         |
| Susan Sampson                                              | Ana Ortiz            | Schaukje Könning   |
| CIA Agent Jai Datta                                        | Vir Das              | Nico Mamone        |
| NSA-Analyst Edgar Standish                                 | Tyler James Williams | Tim Sander         |
| FBI Agent Ray Prince                                       | Josh Hopkins         | Sven Gerhardt      |
| Alex Ollerman                                              | Dylan Walsh          | Uwe Büschken       |
| Martyna „Tina“ Marek                                       | Marika Domińczyk     | Giuliana Jakobeit  |